# Otto Albrecht Leistner
Otto Albrecht Leistner (* 21. April 1931 in Leipzig), manchmal auch als O. A. Leistner zitiert, ist ein deutsch-südafrikanischer Botaniker. Sein botanisches Autorenkürzel lautet „Leistner“.

## Leben
Leistner ist das jüngste von vier Kindern. Sein Vater war ein evangelisch-lutherischer Pfarrer, Altphilologe und Philosoph, seine Mutter Lehrerin. Im Jahr 1936 wanderte die Familie nach Afrika aus, wo Leistner deutsche Schulen im Tanganyika-Territorium (heute Tansania) besuchte. Von 1940 bis 1947 war er in einem Internierungslager in Südrhodesien untergebracht. Zwei Amateur-Lehrer im Lager, ein landwirtschaftlicher Berater und ein praktischer Arzt, entfachten Leistners Interesse an der Botanik und der Zoologie. 1947 zog er nach Südafrika und studierte er an der Universität Stellenbosch, wo er 1951 den Bachelor of Science in Botanik und Zoologie erwarb, 1954 mit der Prüfschrift ’n Morfologies-taksonomiese studie van die genus Skiatophytum L.Bol (Mesembryanthemaceae) zum M.Sc. graduierte und 1964 mit der Dissertation The plant ecology of the southern Kalahari zum D.Sc. promoviert wurde. Während seiner Studienzeit knüpfte Leistner einen engen Kontakt mit Hans Herre vom Stellenbosch Botanic Garden, der ihn in die Sukkulenten einführte. 
Im Februar 1955 wurde Leistner Mitglied im Botanical Research Institute (heute South African National Biodiversity Institute) in Pretoria. Er sammelte etwa 5100 Herbarbelege und führte gemeinsame Sammlungen mit anderen bekannten Botanikern wie Adrianus Dirk Jacob Meeuse (am Waterberg), John Phillip Harison Acocks (Karoo und Übergang zum Winterregengebiet), Bernard de Winter (Kaokoveld), Donald Joseph Boomer Killick (Caprivizipfel), und später auch mit Hans-Joachim Schlieben und Rudolf Georg Strey durch. 
Im Jahr 1959 wechselte er in das Botanical Survey Office des McGregor Museums in Kimberley, wo er Pflanzenerhebungsstudien im nördlichen Bereich der damaligen Kapprovinz durchführte, wobei der Schwerpunkt auf der damals noch wenig bekannten Kalahari und ihren Dünen lag. Die enge Zusammenarbeit mit anderen Wissenschaftlern ermöglichte Einblicke in andere Disziplinen wie die Tierökologie, insbesondere das Fressverhalten von Springböcken, und die Archäologie.
1972 besuchten Otto Leistner und sein Kollege Marinus Werger erneut die Kalahari und führten nach der Braun-Blanquet-Methode eine phytosoziologische Studie im südlichen Afrika durch. Die Ergebnisse wurden 1973 unter dem Titel Southern Kalahari Phytosociology in der Fachzeitschrift Vegetatio veröffentlicht.  
Von 1965 bis 1967 war Leistner botanischer „Verbindungsbeauftragter“ zwischen den südafrikanischen Botanischen Gärten und den Royal Botanic Gardens (Kew), wo er von John Hutchinson für eine Mitgliedschaft bei der Linnean Society of London vorgeschlagen wurde. Anschließend wurde er zum Leiter der Abteilung Herbariumsdienste des National Herbarium in Pretoria ernannt, eine Position, die er von 1967 bis 1976 innehatte. In dieser Zeit führte er ein neues Modell eines Herbariumkabinetts ein und trug dazu bei, das National Herbarium zu modernisieren, indem er das Grad-Referenzsystem für die Zitierung biologischer Aufzeichnungen im südlichen Afrika ausarbeitete und anpasste. Dieses System wird noch heute für die Erstellung von Verbreitungskarten verwendet. Zudem erstellte er ein Ortsverzeichnis und bereitete das Herbarium für die Kodierung vor, was in der Einführung von PRECIS (National Herbarium, Pretoria [PRE] Computerised Information System) gipfelte. Nach 1976 wurde er Leiter der Flora-Forschungsabteilung des Herbariums, ein Posten, den er bis 1985 innehatte, als er Leiter der Publikationsabteilung wurde. Von 1985 bis zu seiner Pensionierung im Jahr 1996 war er zudem wissenschaftlicher Herausgeber der Zeitschriften Bothalia, Flora of southern Africa sowie Memoirs of the Botanical Survey of South Africa, die 1994 durch das Journal Strelitzia ersetzt wurden. Von 1991 bis 1997 war er Herausgeber der Reihe Flowering Plants of Africa. Leistner ist Autor oder Mitautor von weit über 80 Artikeln, hauptsächlich über Ökologie und Taxonomie. Nach seiner Pensionierung erhielt er die Möglichkeit, seine Arbeit am National Botanical Institute in beratender Funktion fortzusetzen. Im Jahr 2000 war er Herausgeber der Monografie Seed plants of southern Africa: families and genera.

## Privates
Am 25. August 1973 heiratete er Mariette Zeiler, eine Psychologin. Aus dieser Ehe gingen die Töchter Elke und Ninette hervor. 

## Ehrungen
Am 10. Januar 2003 wurde Leistner für seine langjährigen Beiträge zur Botanik des südlichen Afrikas mit der Silbermedaille der South African Association of Botanists ausgezeichnet. Er wurde auch für seine Verdienste um das National Botanical Institute und dessen Vorgänger, das Botanical Research Institute, gewürdigt.